# Антонио, Киллиан
Киллиан Андерсон Антонио (фр. Kyllian Anderson Antonio; родился 4 января 2008, Шампиньи-сюр-Марн, Франция) — французский футболист, защитник клуба «Ланс».

## Клубная карьера
Воспитанник «Шампиньи» и «Торси», в 2023 году Антонио присоединился к академии «Ланса». 6 октября 2024 года впервые попал в заявку основной команды клуба на матч Лиги 1 против «Страсбура», однако на поле не появился. 30 марта 2025 года дебютировал в чемпионате Франции, выйдя в стартовом составе на матч против «Лилля».

## Карьера в сборной
Выступал за сборные Франции до 16 и до 17 лет.